# Ал Каус (Al Qaws)
Al Qaws за сексуално и джендърно разнообразие в палестинското общество, често наричана alQaws, е палестинска гражданска обществена организация, основана на масовия активизъм, цели да бъде в челните редици на палестинската културна и социална промяна. Организацията работи за изграждане на ЛГБТ общности и насърчаване на нови идеи за ролята на пола и сексуалното разнообразие в политическия активизъм, институциите на гражданското общество, медиите и ежедневието. Организацията се описва също като „куиър-феминистка“ и „антиколониална“ по отношение на окупираните от Израел територии.
През август 2019 г. палестинската власт забранява на Al Qaws да работи на Западния бряг. По-късно забраната бива оттеглена до края на месеца след реакцията.
Организацията стартира като независим местен проект, създаден от Jerusalem Open House през 2001 г. Групата се отделя и официално става Al Qaws през 2007 г. и бързо се превръща в основната неправителствена организация, защитаваща правата на куиър хората в страната.
Ал Каус продължава да управлява работни пространства и активни програми на различни места в селските и градските палестински общности. Техните дейности включват национална спешна телефонна линия с екип, посветен на подкрепата на транс хора, дискусионни събития в местната общност относно сексуалността, озаглавени „Хауамеш“, и програма за обучение на лидери в палестински институции като училища, младежки групи и организации за правата на човека.
През 2011 г. Ал Каус, Асуат и ЛГБТК активистката Сара Шулман се присъединиха, за да организират делегация от няколко ЛГБТ хора от Съединените щати до Палестина. През 2012 г. документът „Отворено писмо до LGBTQ общностите в окупираната Палестина“ беше публикуван от делегацията.
През 2013 г. Ал Каус събира 70 палестинци, включително известни певци, музикални техници и членове на общността, за да достигнат до младите палестинци чрез алтернативна музика и поп култура. През 2014 г. Al Qaws подписва документ заедно с други граждански организации, призоваващ за разследване на предполагаеми израелски военни престъпления, извършени по време на конфликта Израел-Газа през 2014 г. През април 2019 г. Ал Каус и групата на активистите Pinkwatching Israel призоваха за палестински бойкот на конкурса за песен на Евровизия 2019, домакинстван от Израел, в противовес на „пинкуошинг“.
На 26 юли 2019 г. 16-годишен тийнейджър от град Тамра в Галилея е намушкан от брат си близо до приют за ЛГБТ младежи заради неговата сексуална ориентация/полова идентичност. Събитието беше обект на значителен дебат в палестинското общество, което доведе до изявление, публикувано на 27 юли 2019 г. от Ал Каус и подписано от повече от тридесет палестински институции, осъждащи насилието срещу хора с различна сексуална и полова ориентация. Публичният дебат също води до демонстрация, водена от алКалс на 1 август 2019 г., в партньорство с няколко куиър и феминистки палестински организации с повече от 200 души, събрали се на площад Ал-Асир в Хайфа.
На 17 август 2019 г. говорителят на палестинската администрация публикува изявление, в което се твърди, че забранява дейностите на Ал Каус на Западния бряг. Изявлението дойде след повишената видимост на работата на Ал Каус в социалните медии след широкото медийно отразяване на демонстрацията в Хайфа. Това повишено внимание към страниците на организацията в социалните медии доведе до известен гняв заради обявяването на Ал Каус за дискусионно събитие, което се провежда в Наблус и обявяването на предстоящ младежки куиър лагер. На 27 август 2019 г. Палестинската власт отменя забраната след реакция и осъждане от правозащитни групи.

## Центрове
Към асоциацията са свързани четири центъра. Те се намират в Хайфа, Източен Йерусалим, Яфо и Рамала.